# Provinz Cotopaxi
Die Provinz Cotopaxi (span. Provincia de Cotopaxi) ist eine Provinz in Ecuador. Sie liegt in der zentralen Andenregion des Landes und hat auf einer Fläche von rund 6200 km² etwa 470.000 Einwohner. Die Provinzhauptstadt ist Latacunga. Die Provinz ist benannt nach dem Vulkan Cotopaxi.

## Lage und Geographie
Die Provinz Cotopaxi liegt südlich der Hauptstadt Quito und des Äquators in der Sierra genannten ecuadorianischen Andenregion. Sie grenzt im Norden an die Provinz Pichincha, im Osten an die Provinz Napo, im Süden an die Provinzen Tungurahua und Bolívar und im Westen an die Provinzen Santo Domingo de los Tsáchilas und Los Ríos.
Aus dem Gebirgszug der Anden ragt der 5897 m hohe Vulkan Cotopaxi hervor. Die Provinz ist in ihren Höhenlagen landschaftlich durch das Ökosystem des Páramo gekennzeichnet. Dieses bestimmt auch die Landschaft um die Laguna de Quilotoa, einen Kratersee im gleichnamigen erloschenen Vulkan im Zentrum der Provinz. Auch der Vulkan Illiniza liegt zum Teil in der Provinz Cotopaxi: Der 5248 m hohe Südgipfel Illiniza Sur liegt in der Provinz Cotopaxi, der 5126 m hohe Nordgipfel Illiniza Norte an der Grenze zur Provinz Pichincha.
Die auf 2850 m Höhe liegende, nach kolonialem Muster gestaltete Hauptstadt Latacunga war bereits vor der Konquista ein Subzentrum zwischen Quito, Tomebamba (Cuenca) und dem heutigen Peru. Sie hat trotz wiederholter schwerer Zerstörungen durch Ausbrüche des Cotopaxi in Teilen koloniales Flair bewahrt und weist einige republikanische Repräsentativbauten aus dem 19. Jahrhundert auf, darunter das Rathaus und der Dom. In der Nähe von Latacunga befindet sich das ehemalige Kloster Tilipulo, das von Jesuiten im 18. Jahrhundert begründet wurde und dessen Gebäude als Planungszentrum im Unabhängigkeitskrieg eine bedeutende Rolle spielte.
Die Provinz Cotopaxi ist zudem für die „Mama Negra“-Feiern bekannt, in denen die Fruchtbarkeit der Erde gefeiert wird.

## Geschichte
Die Provinz Cotopaxi entstand am 1. April 1851 unter dem Namen Provinz León. Zuvor war sie Bestandteil des Departamento de Quito von Großkolumbien bzw. der heutigen Provinz Pichincha. Seit 1938 trägt die Provinz Cotopaxi ihren heutigen Namen.
Seit den 1960er Jahren weist die Provinz, deren Wirtschaftsstruktur in erster Linie durch Landwirtschaft und in einigen Städten durch Kunsthandwerk geprägt ist, hohe Auswanderungsraten auf. Diese Wanderungen gehen z. T. in die Hauptstadt Latacunga, vor allem aber in die größeren Städte Quito und Guayaquil sowie ins Ausland. Grund daran ist die vor allem in den ländlichen Gemeinden oft noch immer unzulängliche Infrastruktur, was Energie- und Wasserversorgung, Bildung und Gesundheitswesen angeht.
Entwicklung der Einwohnerzahl der Provinz Cotopaxi bei landesweiten Volkszählungen zum jeweiligen Gebietsstand:
| Jahr                    | Einwohner | +/-    |
| ----------------------- | --------- | ------ |
| 1950                    | 165.602   | –      |
| 1962                    | 154.971   | −6,4 % |
| 1974                    | 236.313   | 52,5 % |
| 1982                    | 277.678   | 17,5 % |
| 1990                    | 276.324   | −0,5 % |
| 2001                    | 349.540   | 26,5 % |
| 2010                    | 409.205   | 17,1 % |
| 2022                    | 470.210   | 14,9 % |
| Datenherkunft: Wikidata |           |        |

## Kantone

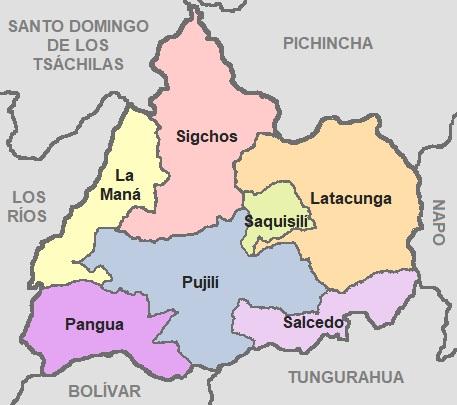
Lage der Kantone

Die Provinz Cotopaxi besteht derzeit aus sieben Kantonen. Diese sind (in der Reihenfolge ihrer Einrichtung):
| Name      | Hauptort              | Einwohner 2022 | Einwohner 2010 | Fläche [km²] | Bev.-Dichte [Ew./km²] | Gründung |
| --------- | --------------------- | -------------- | -------------- | ------------ | --------------------- | -------- |
| Latacunga | Latacunga             | 217.261        | 170.489        | 1.496        | 145                   | 1824     |
| Pujilí    | Pujilí                | 66.980         | 69.055         | 1.329        | 50                    | 1852     |
| Salcedo   | San Miguel de Salcedo | 67.493         | 58.216         | 469          | 144                   | 1919     |
| Pangua    | El Corazón            | 21.867         | 21.965         | 720          | 30                    | 1938     |
| Saquisilí | Saquisilí             | 24.356         | 25.320         | 156          | 156                   | 1943     |
| La Maná   | La Maná               | 53.793         | 42.216         | 661          | 81                    | 1986     |
| Sigchos   | Sigchos               | 18.460         | 21.944         | 1.358        | 14                    | 1992     |